# Место Шелдона

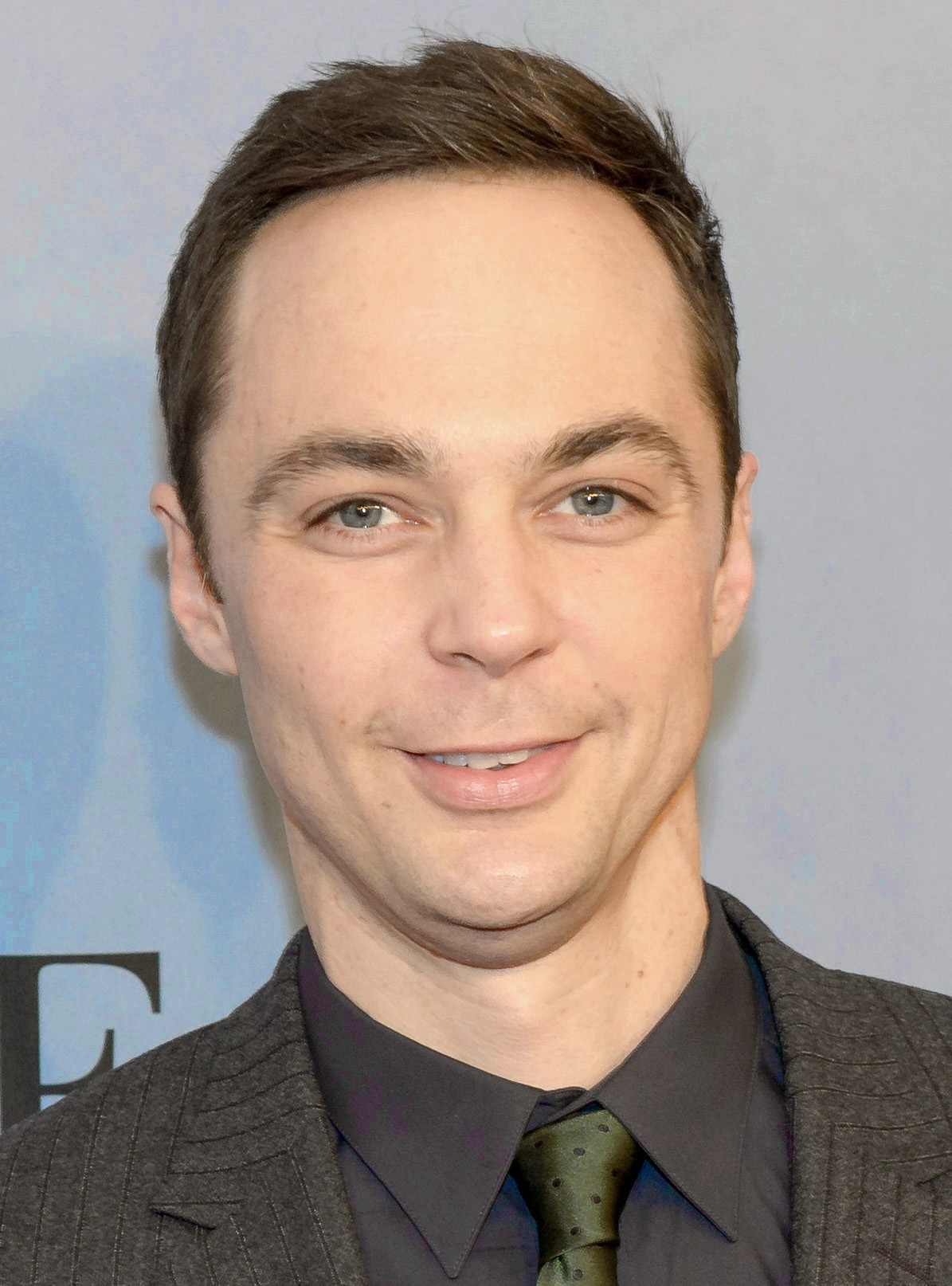
Джим Парсонс — исполнитель роли Шелдона Купера

Место Шелдона (англ. Sheldon's spot) — любимое место гениального, эксцентричного и эгоцентричного физика из Калифорнийского технологического института Шелдона Купера, центрального персонажа американского ситкома «Теория Большого взрыва» (2007—2019). Жизнь Шелдона строго регламентирована, он обладает целым рядом неизменных правил, привычек и пристрастий. Его любимое место находится в крайней левой части (с точки зрения сидящего) коричневого кожаного дивана гостиной квартиры 4A, расположенной на четвёртом этаже дома в калифорнийской Пасадене, которую он снимает со своим другом и коллегой Леонардом Хофстедтером. Отсылки к любимому месту персонажа также содержатся в приквеле сериала — «Детство Шелдона» (2017—2024). 

## История

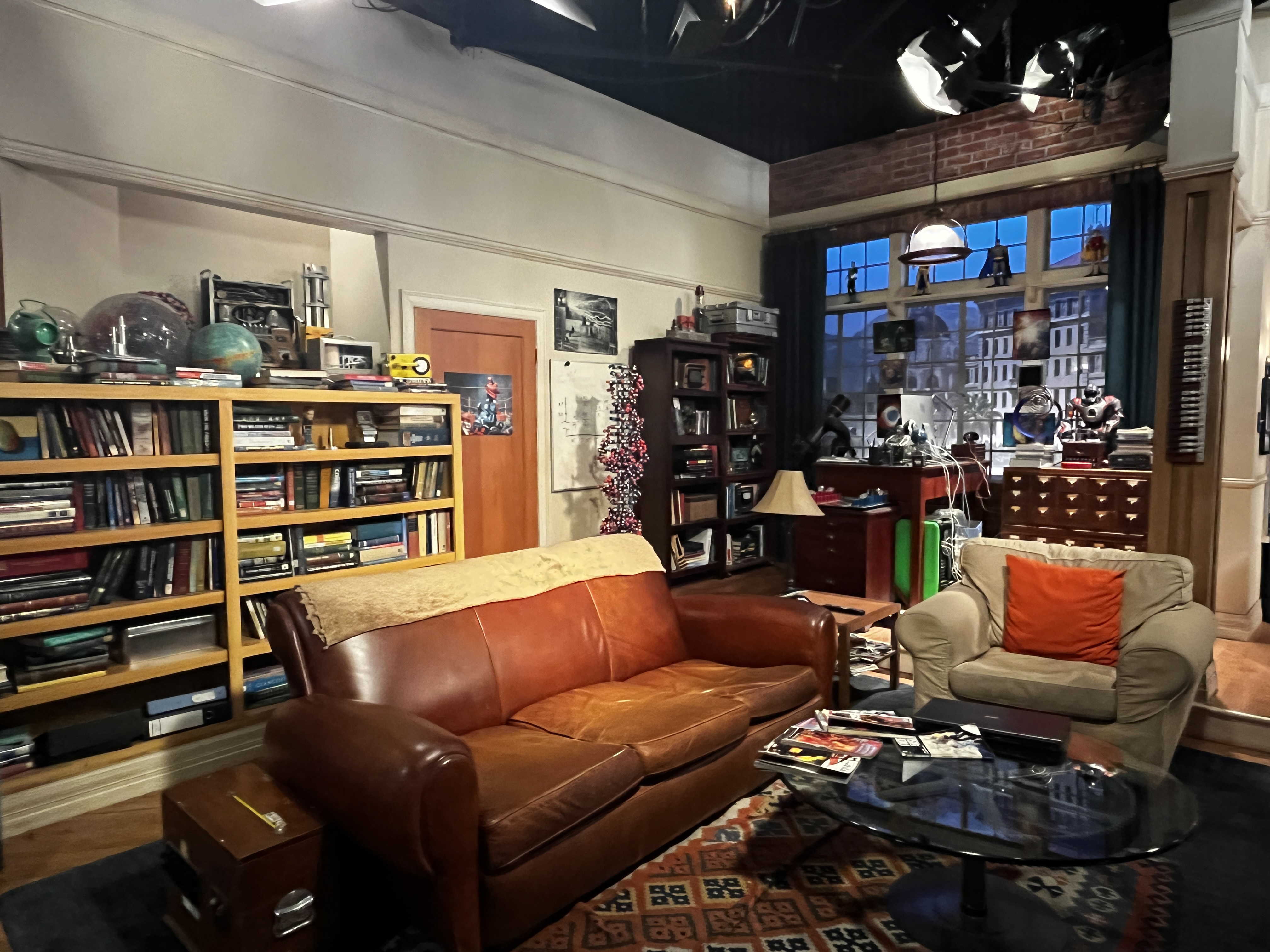
Диван с местом Шелдона

О существовании особого места Шелдона рассказывается во второй пилотной серии (первая серия первого сезона), которая вышла на экраны 24 сентября 2007 года. Застенчивые ботаны физик-теоретик Шелдон Купер и физик-экспериментатор Леонард Хофстедтер вели уединённый образ жизни. На квартире их посещали только два друга — аэрокосмический инженер Говард Воловиц и астрофизик Раджеш Кутраппали. В их жизни произошли значительные изменения после того, как в освободившуюся напротив квартиру 4В заселилась Пенни, молодая официантка и начинающая актриса, приехавшая из Небраски покорять Голливуд. При первом же посещении квартиры друзей девушка садится слева на диване, что привело к дискомфорту у Шелдона. После того как Пенни покинула диван, он сразу же пересел на своё любимое место. Чак Лорри, создатель ситкома, отметил, что сцена с диваном даёт ключ к тому, почему второй пилотный эпизод получился удачным: «Пенни садится на место Шелдона и этим выводит его из себя, потому что его привычный уклад жизни нарушили. Это даёт зрителю понимание, насколько непростой этот персонаж. <…> Зрители с ума сошли из-за той сцены. Они влюбились в неврозы Шелдона. Я стою на сцене, смотрю на Джимми Берроуза, который был режиссёром обоих пилотов, Джимми смотрит на меня, и у нас обоих улыбка до ушей. Мы осознали, что пилот удался. Это был один из тех незабываемых моментов, когда у вас мурашки бегают по всему телу. Мы смогли».    
Другой создатель сериала Билл Прэйди также останавливался на этом эпизоде и хвалил игру Джима Парсонса, исполнителя роли Шелдона, «который раз за разом проигрывает бой, пока в итоге не возвращает своё место. Вы только посмотрите, как ему тяжело. В этом весь персонаж. Он знает, что просить гостя пересесть с места, которое тот выбрал, невежливо. Прекрасно это понимает. Мама хорошо его воспитала. Но и уступить тоже не может. И в этом моменте заключена вся суть внутренних противоречий персонажа». Шелдон объяснял в пилотной серии Пенни свою привязанность следующим образом: «Это место идеально расположено по отношению к источнику тепла зимой и к воздушным потокам летом, а к телевизору оно обращено под углом, который позволяет мне погрузиться в игру или просмотр телепередач и не быть вовлечённым в разговор. В итоге я его занял навечно».   

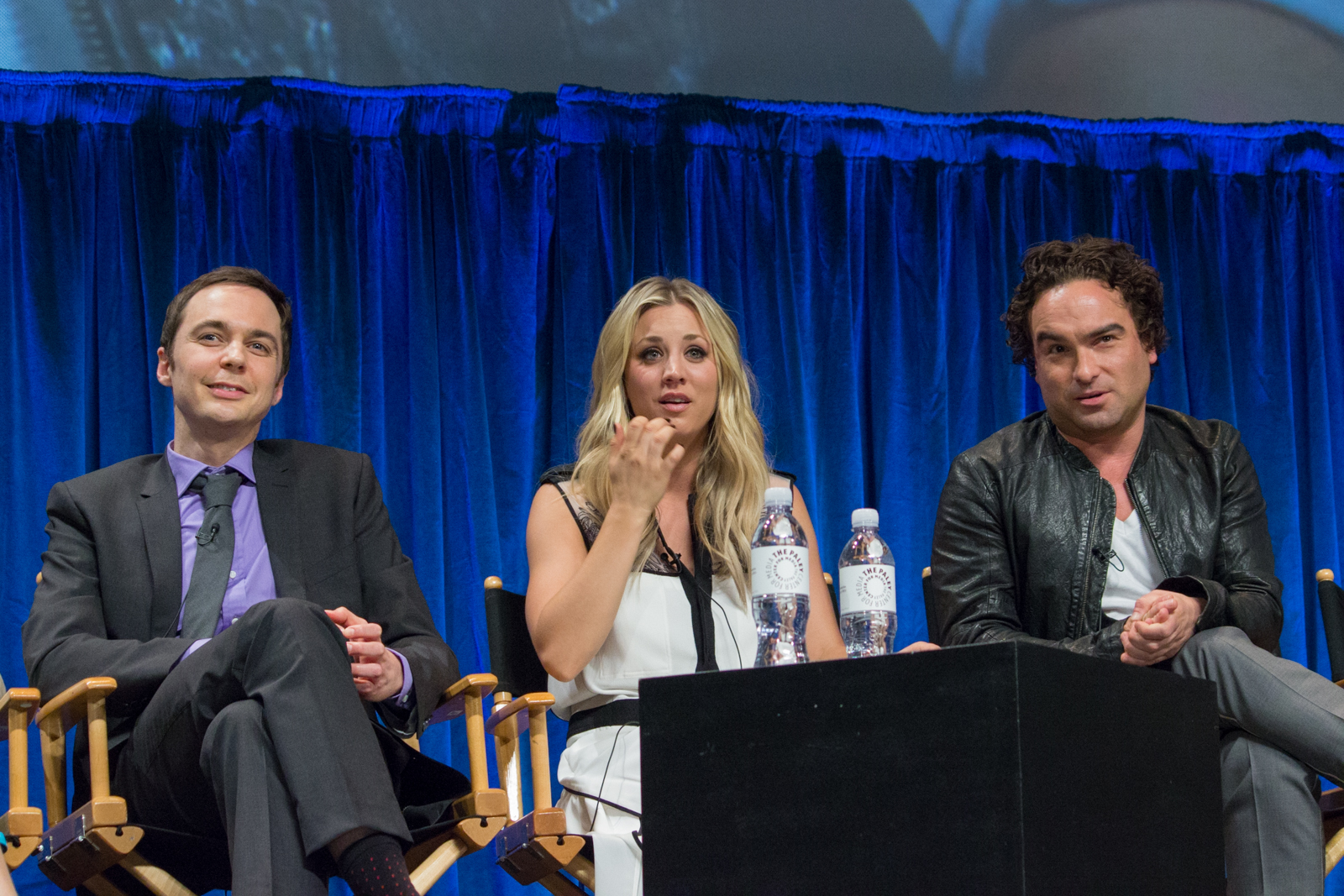
Исполнители главных ролей Джим Парсонс, Кейли Куоко и Джонни Галэки (слева направо)

Шелдон также говорил, что его чувства по отношению к месту на диване даже более сильные, чем к матери: «Это то единственное место в мире, вокруг которого вращается моя Вселенная». В 16-м эпизоде второго сезона «Поглощаемость подушки» («The Cushion Saturation») он объяснил Пенни, что если представить его жизнь как функцию в четырёхмерной (четвёртое измерение — время) декартовой системе координат, то место является нулевой точкой — «0-0-0-0», то есть началом координат. После этого Пенни случайно испачкала зелёной краской из пейнтбольного ружья подушку на месте Шелдона. Когда выяснилось, что пятно не получается убрать, она перевернула подушку пятном вниз. Однако Шелдону было неудобно сидеть, и он выяснил, что случилось. Пенни сдала подушку в химчистку, а Шелдон до её возвращения не находил себе места в квартире и даже после этого долго не мог успокоиться. Пятно оказалось для него едва ли «не крахом мироздания». В седьмом эпизоде четвёртого сезона «Апологичная недостаточность» («The Apology Insufficiency») Говард Воловиц был выбран для участия в новом проекте Министерства обороны США. Но для такого участия в проекте его друзья должны будут ответить на некоторые вопросы агента ФБР. Шелдон разболтал, что его друг когда-то повредил марсоход, стремясь произвести впечатление на девушку. Шелдон очень мучился из-за того, что повредил Говарду и в знак раскаяния позволил ему сидеть на своём месте. Однако он долго не выдержал и через полторы минуты забрал свои слова обратно и согнал Говарда.    
Гостиная и диван являются одним из важнейших и узнаваемых элементов шоу. Про место Шелдона идёт речь во многих эпизодах, а неоднократно произносимая им фраза «Это моё место» («That's my spot») стала одной из наиболее известных в сериале. Герои стараются избегать ссор с Шелдоном и обычно сразу же освобождают его место. Кроме коронной фразы Шелдон может и другим способом продемонстрировать желание, чтобы освободили его место, например «испепеляющим» взглядом.